# Maignaut-Tauzia
 Maignaut-Tauzia  là một xã thuộc tỉnh Gers trong vùng Occitanie tây nam nước Pháp. Xã này có độ cao trung bình 150 mét trên mực nước biển.